# Mycteroperca olfax
Mycteroperca olfax is een  straalvinnige vissensoort uit de familie van zaag- of zeebaarzen (Serranidae). De wetenschappelijke naam van de soort werd voor het eerst geldig gepubliceerd in 1840 door Jenyns.
De soort staat op de Rode Lijst van de IUCN als Kwetsbaar, beoordelingsjaar 2008.